# 南順香港集團

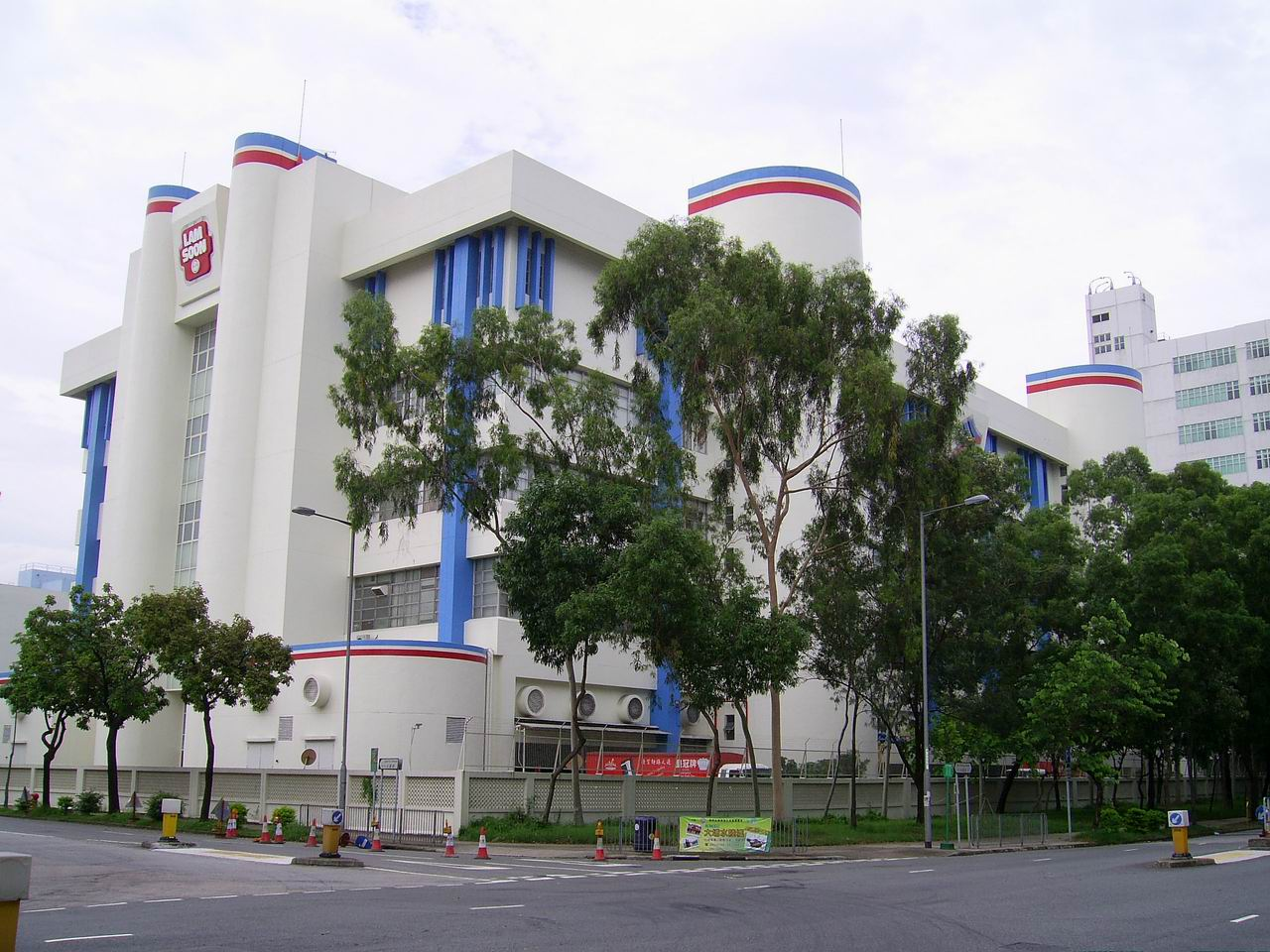
南順集團在香港大埔工業邨的廠房

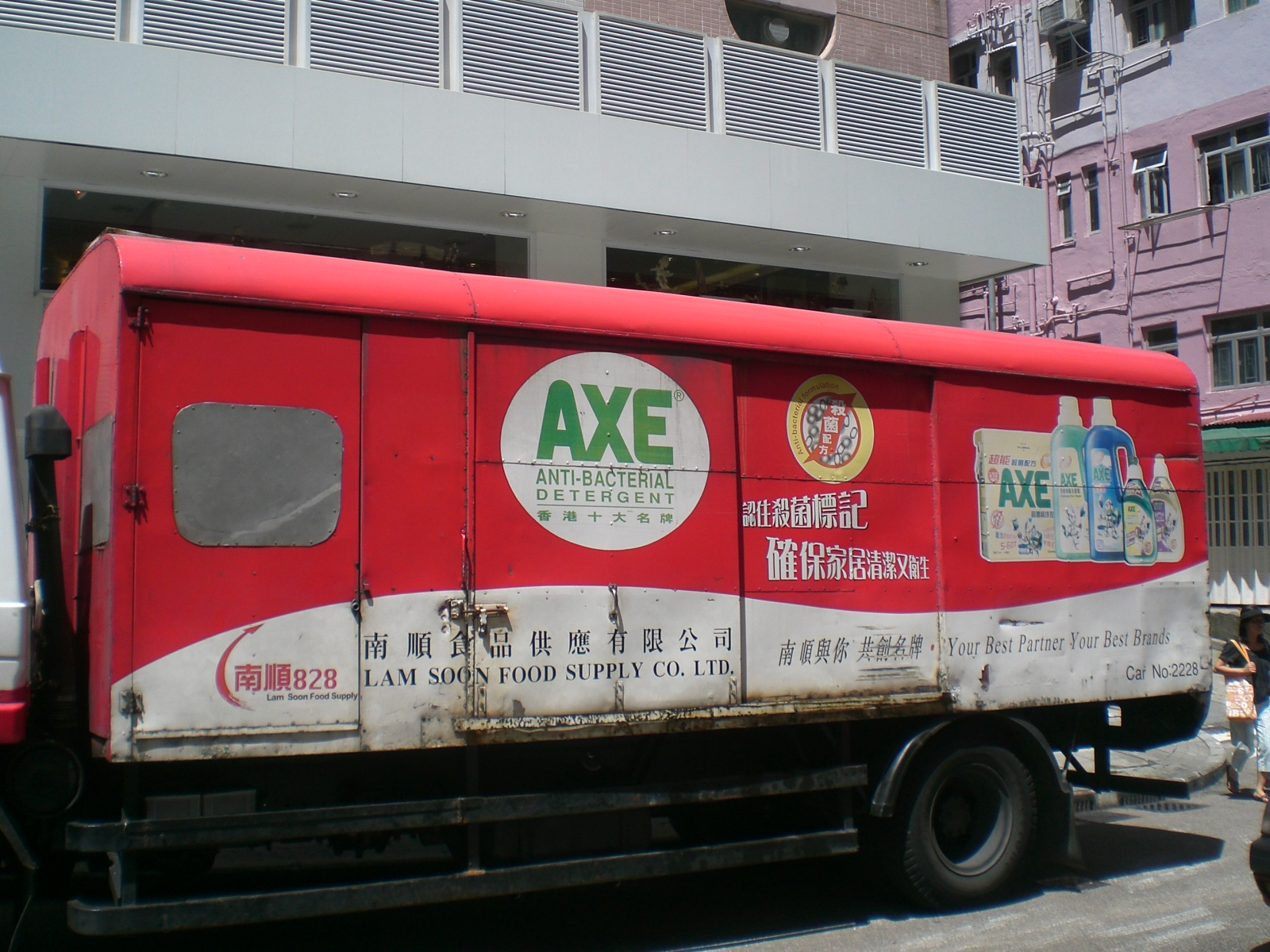
家庭用品AXE品牌，也是南順出品

南順集團（南順（香港）有限公司，港交所：0411），是香港食品製造商之一，主要以製造食油及麵粉為主，也兼營家居清潔用品及包裝產品的生產。2020年，南顺集团位列中国食品饮料百强榜第75位。

## 歷史
南順集團於1930年代於新加坡成立，最初主要從事食油、食米及椰子的貿易。1940年代起，南順開始於新加坡及馬來西亞經營油脂加工處理的業務。
1961年，南順開始在香港的業務，並於1972年在香港交易所上市。其子公司南順食品工業有限公司（南順食品，當時是0728.HK）曾於1991年分拆上市，但於2002年被私有化。
1997年，馬來西亞豐隆集團收購大量南順股份，成為南順的主要股東之一。

## 產品
南順集團主要分為食油、麵粉及家居清潔用品三類，每類產品均有多個品牌，切合不同市場需要。
- 麵粉
  - 美玫牌頂級糕點粉：用作製造中式包點、西餅蛋糕和拉麵
  - 金像牌頂級麵包粉：用作製造各式麵包
  - 超級火車牌頂級高筋麵條粉：用作製造生麵、蝦子麵、餛飩皮和薩琪瑪
  - 皇冠牌頂級麵條粉：用作製造伊麵、拉麵、餃子皮和薄餅
  - 凱旋門牌頂級蛋糕專用粉：用作製造蛋糕、曲奇和餅乾
- 食油
  - 刀嘜食油：香港著名食油品牌，市場佔有率接近30%，產品包括粟米油、花生油和芥花籽油等
  - 紅燈牌食油：主攻華南地區市場的食油品牌，產品包括花生油、食用調和油、菜籽油及豆油
  - 其他零售食用油產品，包括維康食用油（產品包括粟米油、芥花籽油、橄欖油，以及花生油）、順極上食用油（包括花生油及芥花籽油）、金囍食用油（包括花生油、粟米油、芥花籽油及生油）、金盃牌特級生油、福星特級生油，以及青島大利特級生油
- 家居清潔用品
  - 斧頭牌：香港著名洗潔精品牌，在中國大陸的市場佔有率也開始提升
  - 勞工牌：香港中價洗潔精品牌，現時在廣東省有一定的銷量
  - 沛亮：香港超濃縮洗衣粉品牌
  - 即潔保：香港提供專業清潔產品品牌

## 廠房
南順的麵粉業務收購自1954年於香港島堅尼地城成立的「香港麵粉廠」，廠房於1978年遷至九龍觀塘。1995年，南順改於中國大陸的廣東省深圳市蛇口設立麵粉廠，成為中國最大的外資麵粉加工企業之一。而2001年南順亦於江蘇省宜興市設立麵粉廠。油脂業務方面，目前則主要於深圳蛇口的工廠生產。工廠於1989年興建，耗資4億港元。而清潔用品則於廣州市的廠房生產。
另一方面，南順也分別在中國大陸和台灣設有易開蓋和鋁罐的生產業務。而南順集團亦仍在香港新界大埔工業邨設有廠房。
2007年，南順在中國大陸和台灣設有的易開蓋和鋁罐生產業務全部转卖。市值在4亿元左右。

## 公司資料
截至2006年6月底的全年業績，南順集團營業額22.37億港元，經營溢利1.33億港元，純利1.03億港元。

## 外部連結
- 南順香港集團（页面存档备份，存于）

1. ↑  Bobo Zhu; Tutu Yang. . FoodTalks. 2020-08-24  [2022-02-28]. （原始内容存档于2022-02-28）.